# Opalescent
Opalescent (en español: Opalescente) es el primer álbum de estudio del compositor y productor inglés Jon Hopkins. Fue publicado el 30 de julio de 2001 a través del sello independiente Just Music. La única colaboración presente en el álbum son las guitarras grabadas por su amigo y colaborador recurrente Leo Abrahams.
Una reedición conmemorativa fue publicado el 26 de agosto de 2016, celebrando los 15 años del álbum y siendo presentado por primera vez en formato vinilo.

## Concepto
En 1998, Hopkins fue contratado como tecladista de apoyo para la banda de Imogen Heap, quién había publicado su álbum de estudio debut iMegaphone, comentando: «el proyecto parecía despegar, ser parte de la banda y eso sería mi trabajo». Una vez las relaciones contractuales con el sello de Imogen se estancaron, fue firmado como artista solista por Just Music, donde le facilitaron distintos softwares y equipamiento básico, mientras seguía trabajando como músico de sesión. A pesar de no tener experiencia produciendo, afirma haber aprendido sobre la marcha, luchando contra su depresión por la falta de dinero y confiando en sus instintos.
Las canciones fueron compuestas en el último trimestre de 1999, esto mientras vivía en un apartamento en North London. Sobre los nombres, estas solían estar relacionados con la estación en que fueron compuestas: «Lost in Thought» en verano, «Fading Glow» en otoño, y «Cold Out There» como el invierno oscuro. Sobre sus inspiraciones musicales en ese periodo, destaca a Brian Eno y artistas asociados al sello Eye Q como Ralf Hildenbeutel, mientras que su estructura contenía mayores semejanzas con el downtempo y la música dance. En retrospectiva, los críticos han destacado sus influencias de música clásica, sonora y drum and bass, además de secuencias drone, recurrentes en materiales futuros.

## Recepción
En su publicación inicial, Opalescent obtuvo una recepción mixta a positiva por parte de la crítica musical. Una de esas primeras reseñas, por parte de The Guardian, lo describe como “un bello debut realizado [...] sus maravillosas melodías varían de la calma a un poder misterioso como el mar inquieto”.
Luego del reconocimiento mainstream de Hopkins y posterior relanzamiento, el álbum ha recibido una nueva oleada de reseñas. Kevin Lozano de Pitchfork describe: “La reedición del primer álbum del compositor electrónico, realizado cuando tenía poco más de 20 años, suena escasa y hueca en comparación con la oscura genialidad de su obra posterior”. Por otra parte, Angus McKeon de Clash declara a Opalescent como “[un álbum que] ayudó a sentar las bases para los futuros campeones del estilo ambient”.

## Lista de canciones
Todas las canciones escritas y compuestas por Jon Hopkins. 
| N.º   | Título             | Duración |  |
| 1.    | «Elegiac»          | 6:24     |  |
| 2.    | «Private Universe» | 5:40     |  |
| 3.    | «Halcyon»          | 5:01     |  |
| 4.    | «Opalescent»       | 2:11     |  |
| 5.    | «Lost In Thought»  | 6:16     |  |
| 6.    | «Fading Glow»      | 6:58     |  |
| 7.    | «Apparition»       | 2:02     |  |
| 8.    | «Inner Peace»      | 4:53     |  |
| 9.    | «Cerulean»         | 3:58     |  |
| 10.   | «Grace»            | 4:17     |  |
| 11.   | «Cold Out There»   | 3:54     |  |
| 12.   | «Afterlife»        | 4:00     |  |
| 55:36 |                    |          |  |

## Créditos y personal
Adaptados desde AllMusic.
- Jon Hopkins – arte, artista principal, composición, producción.
- Leo Abrahams – guitarra.
- Simon Heyworth – masterización.
- Guy Davie – remasterización.
- Nick Jell – fotografía.
- Ryan Art – diseño de carátula.
- Phil Robinson – autor citado.
- Matthew Cooper – diseño para reedición.
- Paul J. Street – diseño para reedición.
- Tony Taylor – notas internas.

## Posicionamiento en listas
| Listas (2021)                    | Mejor posición |
| -------------------------------- | -------------- |
| Escocia (Scottish Albums)        | 82             |
| Reino Unido (Independent Albums) | 37             |